# Якутская национальная военная школа
Якутская национальная военная школа ― военное учебное заведение по подготовке младших командиров для Красной Армии. Работала с 1925 по май 1941 года.

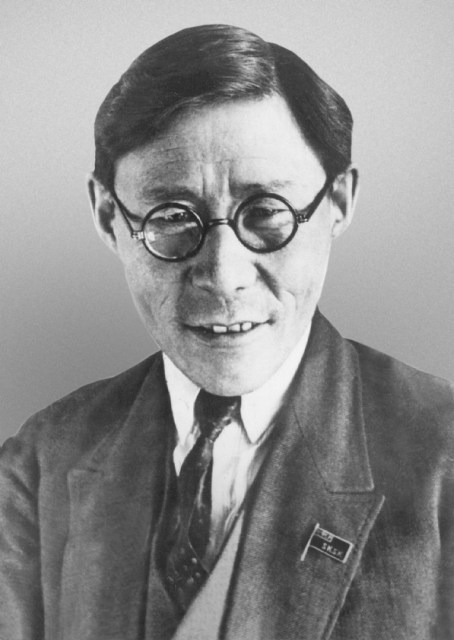
Платон Ойунский, инициатор создания школы

## История
Идею создания подобный школы выдвинул в 1924 году председатель Якутского ЦИК Платон Ойунский. Его предложение было одобрено и Якутская национальная военная школа была основана по приказу Командующего Сибирским военным округом от 10 сентября 1925 года. Школа организовывалась на базе Якутской национальной военной роты.
Первые занятия в школе начались в феврале 1926 года. Первый набор состоял из 72 курсантов. Обучение шло на двух отделениях: стрелковом и станково-пулеметном. Первый выпуск младших командиров состоялся в 1927 году. Помимо младшего командного состава школа обучала военному делу красноармейцев запаса. Наряду с военной подготовкой в школе особое внимание уделяли спортивным занятиям. Лыжники и стрелки школы не раз занимали высокие места на республиканских и всесоюзных соревнованиях.
В 1930 году школе было присвоено имя героя Гражданской войны Кеши Алексеева.
Выпускники ЯНВШ в мирное время работали в советских и партийных органах, в милиции, руководили местными отделами Осоавиахима, назначались бригадирами в колхозах и на предприятиях. Также они назначались руководителями в комсомольские и спортивные организации. 
Часть выпускников продолжали обучение уже в военных училищах. Бывшие курсанты ЯНВШ сражались с японцами у озера Хасан, в районе реке Халкин-Гол, на фронтах Великой Отечественной войны, участвовали в разгроме Квантунской армии Японии в августе 1945 года. Из них более ста человек стали офицерами Красной Армии, в том числе 11 старшими офицерами.
Якутская национальная военная школа подчинялась штабу Особой Краснознаменной Дальневосточной армии, с 1936 года ― штабу Забайкальского военного округа.
Всего с 1927 по май 1941 года школа подготовила около 900 младших командиров и красноармейцев запаса.

## Известные выпускники
- Гвардии полковник Оллонов, Дмитрий Данилович (1907―1983) ― участник Великой Отечественной войны, Военный комиссар Якутской АССР[4].
- Полковник Ларионов, Иван Петрович (1915―1961) ― участник Великой Отечественной войны, командир стрелкового батальона 685-го стрелкового полка 193-й стрелковой дивизии 5-й Армии
- Подполковник Соколов, Степан Николаевич ―[5], начальник штаба 64-го стрелкового полка 94-й Краснознаменной стрелковой дивизии 36-й армии (1946—1948)[1].
- Майор Чусовской, Николай Николаевич ― Герой Советского Союза
- Старший лейтенант Табунанов, Георгий Тимофеевич ― первый организатор Осоавиахимовского движения Якутской АССР, участник Великой Отечественной войны[6].
- Лейтенант Догордуров, Егор Дмитриевич (1916—1942) ― участник Великой Отечественной войны, лейтенант, снайпер, командир 369-й отдельной разведывательной роты 294-й стрелковой дивизии[7].

- Сюльский, Семён Иванович ― участник Великой Отечественной войны. Известен тем, что в зиму 1941—1942 года совершил лыжный переход длиною в 2500 км до районного военкомата, чтобы стать добровольцем в Красную Армию[8].
- Гвардии старшина Заровняев, Роман Семёнович (1915—1962) ― участник Великой Отечественной войны, гвардии старшина, командир стрелкового взвода, снайпер, уничтожил 59 солдат и офицеров противника.